# Улица Абано
Улица Абано (груз. აბანო, Банная) — улица в Тбилиси, от улицы Вахтанга Горгасали. Проходит по берегу реки Цавкисисцкали.

## История
Названа не позже 1841 года, название связано с близ расположенными Тбилисскими серными банями.
Наиболее известная из расположенных на улице бань — Орбелиановская (Пёстрая), предположительно, существовала уже в XVIII веке (перестроена XIX веке). 27 мая 1829 года баню посетил Александр Пушкин.

## Достопримечательности
д. 2 — Королевская баня
К улице примыкает сквер Гейдара Алиева.

## Известные жители
д. 23 — Нугзар Алексидзе